# Renaissance (Jean-Luc Ponty)
Renaissance è un brano musicale composto da Jean-Luc Ponty, pubblicato come seconda traccia dell'album Aurora.

## Storia
L'album Aurora, registrato dopo l’esperienza con la Mahavishnu Orchestra nell'album Visions of the Emerald Beyond, risente del lessico sviluppato all’interno del gruppo di John McLaughlin e contiene brani pregevoli sotto il profilo della scrittura e per l’espressività dell’esecuzione. In Renaissance emerge la qualità tecnica dei solisti che, in alcuni momenti, sembra stiano eseguendo un brano di musica da camera. Il brano era stato registrato per la prima volta nel dicembre 1975 nell’album Aurora.

## Musicisti
- Jean-Luc Ponty – violino, violino elettrico
- Daryl Stuermer – chitarra acustica e chitarra elettrica
- Patrice Rushen – pianoforte e piano elettrico, synthesizer
- Tom Fowler – basso elettrico
- Norman Fearrington – batteria, percussioni

## La versione su The Rite of Strings (1995)
I virtuosi Al Di Meola, Stanley Clarke e Jean-Luc Ponty, dopo il loro tour mondiale nel 1995, avevano realizzato in collaborazione
l'album The Rite of Strings, che era stato registrato presso lo Studio 56 a Hollywood.
La versione di “Renaissance”, quella registrata su The Rite of Strings, è stata trascritta e analizzata dagli stessi Ponty, Stanley Clarke e Al Di Meola.
Il titolo del disco The Rite of Spring, è la traduzione in inglese de Le Sacre du Printemps il balletto con le musiche di Igor Stravinsky.
Il senso del progetto musicale è insito nel titolo dell’album che, oltre a parodiare Stravinsky, offre una chiave di lettura che denota la consapevole enfasi sulla costituzione di soli cordofoni del complesso.
Secondo Vincenzo Caporaletti, questa scelta dei tre musicisti, è in funzione della sua particolare qualità timbrica: un trio con differenti tipi di produzione del suono, per creare una tramatura sonora particolare. Gli strumenti sono il violino (un cordofono a corde strofinate), la chitarra acustica con corde di metallo (cordofono a corde pizzicate a plettro) e il contrabbasso (un cordofono utilizzabile a pizzico manuale e anche ad arco). 
In senso stretto, strutturalmente Renaissance è un tema funzionale alle improvvisazioni, come nella tradizione più tipica del jazz.

## Musicisti
- Jean-Luc Ponty – violino;
- Al Di Meola – chitarra;
- Stanley Clarke – contrabbasso